# Selci
Selci är en ort och kommun i provinsen Rieti i regionen Lazio i Italien. Kommunen hade 1 100 invånare (2018).